# Mia Löfgren
Anna-Maria "Mia" Löfgren, född 3 augusti 1976 i Ånge, är en svensk sångerska som slog igenom i gruppen Rednex år 2000. Hon medverkade i dokusåpan Fame Factorys andra säsong 2003 och gick hela vägen till final.
Samma år spelade hon in duetten X My Heart med Jan Johansen som även blev titeln på hans album. 2004 - januari 2007 sjöng Löfgren i den malmöbaserade musikgruppen Merrygold, men lämnade bandet för att satsa på en solokarriär. 